# Meitei
Le meitei ou meithei (মৈতৈ (meitei), মণিপুরি (manipuri) ou মৈতৈলোন (meiteilon)) est la langue officielle du Manipur, un État du nord-est de l'Inde. On le parle aussi en Birmanie et au Bangladesh. C'est une langue tibéto-birmane dont l'affiliation précise est encore peu claire parlée par les Meiteis.

## Écriture
Le meitei est écrit avec un semi-syllabaire particulier, le meitei mayek, remplacé entre le XVIIIe et le début du XXe siècle par un alphasyllabaire bengali adapté du bengali, avant son renouveau depuis les années 1930. Dans les années 1980, l'alphabet a été complété pour l'usage avec les langues indo-aryennes et sino-tibétaines actuelles et pour transcrire des langues étrangères et les emprunts à ces langues dans la langue meitei. Les jeunes écrivent actuellement en alphabet latin sur les réseaux sociaux.